# مارك هوتون (لاعب كرة قاعدة)
مارك هوتون (بالإنجليزية: Mark Hutton)‏ هو لاعب كرة قاعدة أسترالي، ولد في 6 فبراير 1970 في أديلايد في أستراليا.

## وصلات خارجية
- مارك هوتون على موقعبيزبول رفرنس.كوم (الدوري الرئيسي) (الإنجليزية)
- مارك هوتون على موقع أوليمبيديا (الإنجليزية)
- مارك هوتون على موقع اللجنة الأولمبية الأسترالية (الإنجليزية)